# Sharon (Wisconsin)
Sharon è un villaggio degli Stati Uniti d'America, situato in Wisconsin, nella contea di Walworth.